# Гай Лициний Лукул
Гай Лициний Лукул (на латински: Gaius Licinius Lucullus) е политик на Римската република през началото на 2 век пр.н.е. Произлиза от плебейската фамилия Лицинии, клон Лукул.
През 196 пр.н.е. той е народен трибун и създава службата на триумвирите sacerdotal dels triumvirs epulons (Triumviri Epulones). Той е първият от тримата в новата служба.